# جهان تيغ (غرغان)
جهان تيغ (بالفارسية: جهان‌تیغ) هي قرية تقع في غلستان في إيران. يقدر عدد سكانها بـ 1,129 نسمة .